# 使命报
《使命报》（波斯語：‎，羅馬化：Resalat）是伊朗发行的一份保守主义日报，报纸持亲哈梅內伊和亲艾哈迈迪内贾德的立场。

## 历史
《使命报》创刊于1985年，隶属使命报基金会，主要报道政治、文化、社会、经济和体育新闻。目前该报的總編輯是持保守立场的莫尔塔扎·纳巴维，阿米尔·穆赫卜尔曾任该报的政治编辑。该报的前主编穆罕默德·卡齐姆·安巴尔鲁强烈支持伊朗核计划。
《使命报》自称该报的目的是“传达安拉和聖裔的思想，最终建立一个遵循神意、伊斯蘭教法學和法基赫的監護的社会”。该报与伊斯兰联盟党关系密切。
报纸总部位于德黑兰，2000年代中叶每期发行量约在3万份至5万份之间。